# Jair (football, 1921)
Pour les articles homonymes, voir Jair.
Jair, de son nom complet Jair Rosa Pinto (né le 21 mars 1921 à Quatis dans l'État de Rio de Janeiro ; décédé le 28 juillet 2005 à Rio de Janeiro), était un footballeur brésilien.

## Biographie
Milieu de terrain ou ailier droit, Jair a joué dans les clubs les plus prestigieux du Brésil comme Vasco da Gama, Flamengo, Palmeiras, Santos ou São Paulo FC.
Il a inscrit 24 buts en 39 matches avec l'équipe du Brésil entre 1940 et 1956. Il faisait partie de la Seleção qui a perdu chez elle la coupe du monde 1950 face à l'Uruguay.

## Clubs
- 1938-1942 : Madureira
- 1943-1946 : Vasco da Gama
- 1947-1949 : Flamengo
- 1949-1955 : Palmeiras
- 1956-1960 : Santos FC
- 1961-1961 : São Paulo FC
- 1962-1963 : Ponte Preta

## Palmarès
- Finaliste de la coupe du monde 1950 avec le Brésil
- Vainqueur de la Copa America 1949 avec le Brésil
- Championnat Carioca : 1945 avec Vasco de Gama
- Championnat Paulista : 1950 avec Palmeiras, 1956, 1958, 1960 avec Santos
- Tournoi Rio-São Paulo : 1951 avec Palmeiras, 1959 avec Santos